# José Roberto Suárez
José Roberto Suárez (Montevideo, 1902 - ibídem, 1964) fou un activista, escriptor i poeta afrouruguaià.
Nascut a Montevideo, Uruguai, va passar la seva infantesa en un reformatori. Amb 18 anys, començà la seva carrera literària. Al costat del seu company Pilar Barrios, va publicar alguns dels seus poemes al periòdic Nuestra raza i també al diari Ansina. De professió obrera, els seus poemes tracten de la pobresa i de la seva condició de negre, la qual cosa representava un problema social a l'Uruguai d'aquell temps.
Probablement la seva publicació més coneguda sigui el poema Barrio Reus del Sur, el qual tracta sobre el barri de Montevideo del mateix nom. En general, la poesia de Suárez gira entorn de l'amor i a la temàtica del racisme.
Morí a Montevideo i es troba enterrat al Cementerio del Norte, a la mateixa ciutat.

## Obra
- Tambor.
- A los expositores de II Salón "Ramón Pereyra".
- Parche y madera.
- Barrio Reus del Sur.